# Impasse Vassou
Impasse Vassou är en återvändsgata i Quartier du Bel-Air i Paris tolfte arrondissement. Gatan är uppkallad efter den markägare, på vars mark gatan anlades. Impasse Vassou börjar vid Rue de la Voûte 35.

## Omgivningar
- Immaculée-Conception
- Saint-Louis de Vincennes
- Jardin Debergue – Rendez-Vous
- Cité du Rendez-Vous
- Cité Debergue
- Impasse Canart

## Bilder
| - Gatuskylt. - Immaculée-Conception. - Saint-Louis de Vincennes. - Jardin Debergue – Rendez-Vous. |

## Kommunikationer
- Tunnelbana – linje  – Porte de Vincennes
- Busshållplats Pyrénées – Docteur Netter – Paris bussnät

### Webbkällor
- ”Impasse Vassou”. Mairie de Paris. https://web.archive.org/web/20160303190429/http://www.v2asp.paris.fr/commun/v2asp/v2/nomenclature_voies/Voieactu/9660.nom.htm. Läst 15 december 2023.